# Sesleria vaginalis
Sesleria vaginalis là một loài thực vật có hoa trong họ Hòa thảo. Loài này được Boiss. & Orph. miêu tả khoa học đầu tiên năm 1859.